# Punto crítico (matemática)

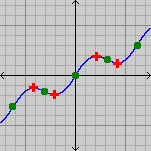
Puntos estacionarios (cruces rojas) y puntos de inflexión (círculos verdes). Es importante notar que los puntos estacionarios son puntos críticos, pero los puntos de inflexión no siempre lo son.

En cálculo, un punto crítico de una función de una variable real es cualquier valor en el dominio en donde la función no es diferenciable o cuando su derivada es 0. El valor de la función en el punto crítico es un valor crítico de la función. Estas definiciones admiten generalizaciones a funciones de varias variables, mapas diferenciables entre {\displaystyle \mathbb {R} ^{m}} y {\displaystyle \mathbb {R} ^{n}}, y mapas diferenciables entre variedades diferenciables.

## Definición para las funciones de una sola variable
Un punto crítico de una función de una sola variable real, {\displaystyle f(x)}, es un valor {\displaystyle x_{0}} dentro del dominio de {\displaystyle f} donde la función no es diferenciable, o bien, su derivada es {\displaystyle 0}, es decir, {\displaystyle f'(x_{0})=0}. Cualquier valor en el codominio de {\displaystyle f} que sea la imagen de un punto crítico bajo {\displaystyle f} es un valor crítico de {\displaystyle f}. Estos conceptos pueden ser visualizados por medio de la gráfica de {\displaystyle f}: en un punto crítico, la gráfica no admite una tangente, o bien, la tangente es una línea vertical u horizontal. En el último caso, la derivada es cero y el punto es llamado un punto estacionario de la función.
Por el teorema de Fermat, los máximos y mínimos locales de una función pueden ocurrir únicamente en sus puntos críticos. Sin embargo, no todo punto estacionario es un máximo o mínimo de la función; puede corresponder también a un punto de inflexión de la gráfica, como para {\displaystyle f(x)=x^{3}} en {\displaystyle x=0} o la gráfica puede oscilar en la vecindad del punto, como en el caso de la función definida por la fórmula {\displaystyle f(x)=x^{2}\operatorname {sen}(1/x)} para {\displaystyle x\neq 0} y {\displaystyle f(0)=0}, en el punto {\displaystyle x=0}.

### Derivada igual a cero
Dada una función real de variable real {\displaystyle y=f(x)}
{\displaystyle {\begin{array}{rccl}f:&\mathbb {R} &\longrightarrow &\mathbb {R} \\&x&\longmapsto &y=f(x)\end{array}}}
Con dominio de definición {\displaystyle (a,c)}, siendo {\displaystyle y=f(x)} continua y derivable en el intervalo {\displaystyle (a,c)} y un punto {\displaystyle b} de ese intervalo:
{\displaystyle a<b<c\;}
donde su derivada en {\displaystyle b} es cero:
{\displaystyle {\cfrac {d\;f(b)}{dx}}=0}
pueden presentarse los siguientes casos.

#### Máximo
La función de {\displaystyle a} a {\displaystyle b} es creciente y de {\displaystyle b} a {\displaystyle c} es decreciente, en el punto {\displaystyle b} la tangente a la función es horizontal y por tanto en el punto {\displaystyle b} la función presenta un máximo relativo.

#### Mínimo
La función de {\displaystyle a} a {\displaystyle b} es decreciente y de {\displaystyle b} a {\displaystyle c} es creciente, en el punto {\displaystyle b} la tangente a la función es horizontal y por tanto en el punto {\displaystyle b} la función presenta un mínimo relativo.

#### Punto de inflexión
La función de {\displaystyle a} a {\displaystyle b} es creciente y de {\displaystyle b} a {\displaystyle c} es también creciente, en el punto {\displaystyle b} la tangente a la función es horizontal y por tanto en el punto {\displaystyle b} la función presenta un punto de inflexión.
La función de {\displaystyle a} a {\displaystyle b} es decreciente y de {\displaystyle b} a {\displaystyle c} es también decreciente, en el punto {\displaystyle b} la tangente a la función es horizontal y por tanto en el punto {\displaystyle b} la función presenta también un punto de inflexión.

## Ejemplos
- La función ƒ(x) = x2 + 2x + 3 es diferenciable en todo lugar, con la derivada ƒ′(x) = 2x + 2. Esta función tiene un único punto crítico −1, debido a que es el único número x0 para el cual 2x0 + 2 = 0. Este punto es un mínimo global de ƒ. El correspondiente valor crítico es ƒ(−1) = 2. La gráfica de ƒ es una parábola cóncava hacia arriba, el punto crítico es la abscisa del vértice, donde la línea tangente es horizontal, y el valor crítico es la ordenada del vértice y puede ser representado por la intersección de esta línea tangente y el eje y.

- La función f(x) = x2/3 está definida para toda x y es diferenciable para x ≠ 0, con la derivada ƒ′(x) = 2x−1/3/3. Debido a que ƒ′(x) ≠ 0 para x ≠ 0, el único punto crítico de ƒ es x = 0. La gráfica de la función ƒ tiene una cúspide en este punto con una tangente vertical. El correspondiente valor crítico es ƒ(0) = 0.

- La función ƒ(x) = x3 − 3x + 1 es diferenciable en todas partes, con la derivada ƒ′(x) = 3x2 − 3. Tiene dos puntos críticos, en x = −1 y x = 1. Los correspondientes valores críticos son ƒ(−1) = 3, que es un valor máximo local, y ƒ(1) = −1, que es un valor mínimo local de ƒ. Esta función no tiene máximo o mínimo global. Debido a que ƒ(2) = 3, se observa que un valor crítico puede también ser alcanzado en un punto no crítico. Geométricamente, esto significa que una línea tangente horizontal a la gráfica en un punto (x = −1) puede intersecar la gráfica en un ángulo agudo en otro punto (x = 2).
- La función {\displaystyle f(x)=|x-1|} es derivable en todo su domínio excepto en {\displaystyle x=1}, luego el  {\displaystyle (1,0)} es el único punto crítico;  a pesar de que existen las derivadas laterales en tal punto, pero distintas.[3]

- La función máximo entero de x, conocida como tal en análisis matemático y teoría de números

{\displaystyle \lfloor x\rfloor =\max\{k\in \mathbb {Z} \mid k\leq x\}}
no es derivable para valores enteros de x; por lo tanto tiene una infinidad numerable de puntos críticos.

## Funciones de varias variables
En esta sección, se asumirá que las funciones son suaves.
Para una función suave de varias variables reales, la condición de ser un punto crítico es equivalente a que todas sus derivadas parciales sean cero; para una función en una variedad, es equivalente a que su diferencial sea cero.  
Si la matriz hessiana en un punto crítico es no singular entonces el punto crítico es llamado no degenerado, y el signo de los autovalores del Hessiano determinan el comportamiento local de la función. En el caso de una función real de una variable real, el Hessiano es simplemente la segunda derivada, y la no singularidad es equivalente a ser diferente de cero. Un punto crítico no degenerado de una función real de una variable es un máximo si la segunda derivada es negativa, y un mínimo si es positiva. Para una función de n variables, el número de autovalores negativos de un punto crítico es llamado su índice, y un máximo ocurre cuando todos los autovalores son negativos (índice n, la matriz hessiana es definida negativa) y un mínimo ocurre cuando todos los autovalores son positivos (índice cero, la matriz hessiana es definida positiva); en todos los otros casos, el punto crítico puede ser un máximo, un mínimo o un punto de silla (índice estrictamente entre 0 y n, la matriz hessiana es indefinida). Esto es equivalente a estudiar la signatura de la forma cuadrática definida por la matriz Hessiana en el punto, para ello existen diversos métodos, el de Sylvester (basado en el estudio de los menores principales de la matriz), por congruencia, o el ya citado método de los autovalores. La Teoría de Morse aplica estas ideas a la determinación de la topología de variedades, tanto de dimensión finita o infinita.

## Campo vectorial gradiente
En la presencia de una métrica Riemanniana o una forma simpléctica, a cada función suave le es asociada un campo vectorial (el gradiente o campo vectorial Hamiltoniano). Estos campos vectoriales desaparecen exactamente en los puntos críticos de la función original, y así los puntos críticos son estacionarios, es decir, las trayectorias constantes del flujo asociado al campo vectorial.

## Definición para mapas[5]
Para un mapa diferenciable {\displaystyle f} entre {\displaystyle \mathbb {R} ^{m}} y {\displaystyle \mathbb {R} ^{n}}, los puntos críticos son los puntos donde el diferencial de f es una aplicación lineal de rango menor que n; en particular, cada punto es crítico si {\displaystyle m<n}. Esta definición inmediatamente se extiende a mapas entre variedades suaves. La imagen de un punto crítico bajo {\displaystyle f} es llamada un valor crítico. Un punto en el complemento del conjunto de valores críticos es llamado un valor regular. El teorema de Sard dice que el conjunto de valores críticos de un mapa suave tiene medida cero.